# 1740-talet

## Händelser
- 1740–1748 - Österrikiska tronföljdskriget.

## Födda
- 1740 - Carl Michael Bellman, svensk trubadur.
- 1746 - Gustav III, Sveriges konung från 1771.

## Avlidna
- 6 februari 1740 – Clemens XII, påve.
- 28 juli 1741 – Antonio Vivaldi, italiensk violinist, präst och tonsättare.
- 24 november 1741 – Ulrika Eleonora, regerande drottning av Sverige.
- 6 augusti 1746 – Kristian VI av Danmark, kung av Danmark och kung av Norge.